# Hiperhomocysteinemia
Hiperhomocysteinemia – stan, w którym stężenie homocysteiny w osoczu krwi jest wyższe niż 15 μmol/l. Można podzielić ją na umiarkowaną (15–30 μmol/l), średnią (31–100 μmol/l) i ciężką (więcej niż 100 μmol/l).
Aktualnie uważa się ją za czynnik ryzyka rozwoju między innymi chorób układu krążenia (udaru mózgu, zawału mięśnia sercowego, miażdżycy, epizodów zakrzepowych u pacjentów z chorobą Crohna), układu nerwowego (choroby Alzheimera) oraz nowotworów.
W badaniach dorosłej populacji w Polsce (NatPol Plus) wykazano, że częstość występowania hiperhomocysteinemii wynosi ok. 17%.
Przyczyny genetyczne hiperhomocysteinemii to mutacje genów kodujących β-syntazę cystationinową (powoduje homocystynurię) i  reduktazę 5,10-metylenotetrahydrofolianową (MTHFR) (co wywołuje zaburzenie remetylacji homocysteiny), niedobór syntazy metioninowej oraz wrodzone zaburzenia metabolizmu witaminy B12.
Inne przyczyny to:
1. nieprawidłowa dieta – niedobory witamin:
  - B12
  - kwasu foliowego
  - B6
2. związki chemiczne:
  - leki przeciwpadaczkowe
  - statyny
  - tlenek azotu(I)
  - pirydoksyny
  - inne
3. choroby:
  - przewlekła niewydolność nerek
  - białaczka
  - inne nowotwory
  - niedoczynność tarczycy
  - łuszczyca i inne choroby autoimmunologiczne
  - ciężka cukrzyca
  - niewydolność wątroby
4. palenie tytoniu, nadużywanie alkoholu, mała aktywność fizyczna, menopauza.

Leczenie polega na suplementacji witamin: B6, B12 i kwasu foliowego i betainy.
Badania z 2006 roku, polegające na suplementacji tych witamin u osób z podwyższonym ryzykiem chorób układu krążenia lub po zawale mięśnia sercowego potwierdziły jednoznacznie brak korzystnego działania suplementacji tych witamin. .
- Mimo zmniejszenia stężenia homocysteiny o 19% nie zaobserwowano zmniejszenia łącznego ryzyka wystąpienia zawału mięśnia sercowego, udaru mózgu i zgonów z przyczyn sercowo naczyniowych.  Ryzyko względne: 0,98; przedział ufności: 0,66–1,47 (p = 0,75)
- Zaobserwowano spadek stężenia homocysteiny w grupie aktywnie leczonej o 0,3mg/l oraz wzrost jej stężenia w grupie placebo o 0,1mg/l. Przy czym nie wykazano redukcji ryzyka (rr)  pierwszorzędowego złożonego punktu końcowego (zgon z przyczyn sercowo – naczyniowych, zawał mięśnia sercowego, udar mózgu); rr wyniosła 0,95 (przedział ufności: 0,84 – 1,07; przy p = 0,41). Podobne wyniki uzyskano dla poszczególnych składowych punktu końcowego: zgon z przyczyn sercowo naczyniowych rr: 0,98 (przedział ufności: 0,81–1,13), zawał serca rr: 0,98 (przedział ufności: 0,85 – 1,13). Natomiast zaobserwowano istotne statystycznie mniejsze ryzyko udaru mózgu rr: 0,75 (przedział ufności: 0,57 – 0,97). W zamian ryzyko wystąpienia ostrych zespołów wieńcowych istotnie statystycznie wzrosło rr: 1,24 (przedział ufności: 1,04 do 1,49).
- Redukcja stężenia homocysteiny o 27% nie przełożyła się na zmniejszenie ryzyka wystąpienia złożonego pierwszorzędowego punktu końcowego (ryzyko nagłej śmierci z przyczyny choroby wieńcowej, ryzyko wystąpienia udaru mózgu, ryzyko wystąpienia zawału mięśnia sercowego) rr: 1,08 (przedział ufności: 0,93 – 1,25, p = 0,31) W grupie otrzymującej wszystkie trzy witaminy, to jest: kwas foliowy, witaminę B12 oraz witaminę B6, wystąpił trend ocierający się o znamienność statystyczną zwiększenia ryzyka wystąpienia pierwszorzędowego punktu końcowego rr: 1,22 (przedział ufności: 1,00 – 1,55, p = 0,05).